# Saint-Laurent-en-Royans
Saint-Laurent-en-Royans é uma comuna francesa na região administrativa de Auvérnia-Ródano-Alpes, no departamento de Drôme. Estende-se por uma área de 27,39 km². Em 2010 a comuna tinha 1 482 habitantes (densidade: 54,1 hab./km²).